# ソーンスウェイトの気候区分
ソーンスウェイトの気候区分（ソーンスウェイトのきこうくぶん、英：Thornthwaite's classification of climate）とはアメリカの気象学者チャールズ・ソーンスウェイトが考案した気候区分である。地表面における水収支を通して世界の気候区分を試みたもので、気候の特性を構成する水収支に基礎を置いている点で優れた方法である。しかし手続きがケッペンの気候区分のように簡便でないことや、区分の基準を植生分布との対応で定めていることなどの欠点がある。

## 歴史
1931年にソーンスウェイトは各月の降水量と蒸発量の比と各月の気温と蒸発量の比、およびそれらの年合計値をもとにしてアメリカおよび全世界の気候区分を行った。さらに1948年に、蒸発散位という新しい概念を導入して気候分類を行った。

## 概要
根本的にはケッペンの分類と同様、植生分布との対応を考えているがケッペンのように気温・降水量などの個々の気候要素の組み合わせではなく、ある地域に与えられる水分とその地域から失われる水分量の過不足、すなわち水収支に注目した。この場合、失われる水分としては土壌や植物から蒸発散で大気中に逃げてゆく水分をさすが現実にはこの量は降水量と土壌中の貯蔵水量によって制約されている。そこで水分不足が起こらないよう十分に水が供給されたと仮定したときに起こる蒸発散量、すなわち蒸発散位（最大可能蒸発散量）を求める。蒸発散位は経験的にも理論的にも気温に比例すると考えられるので各月の平均気温から月別の蒸発散位を算出し、降水量との差からその土地の水分の余剰量または不足量を求めて湿潤係数（Ih）や乾燥係数（Id）などの組合せから気候区分を行っている。区分の詳細は後述。

## 区分方法
{\displaystyle s}を年間の水分過剰量、{\displaystyle d}を年間の水分不足量、{\displaystyle n}を蒸発散位の年合計量として
- 湿潤係数 {\displaystyle I_{h}=100{\frac {s}{n}}}
- 乾燥係数 {\displaystyle I_{d}=100{\frac {d}{n}}}
- 湿潤指数 {\displaystyle I_{m}=I_{h}-0.6I_{d}={\frac {100s-60d}{n}}}

を計算し、下記の表に照らし合わせる。

### 湿潤指数による区分
| Im       | 記号表記              | 気候型 |
| -------- | --------------------- | ------ |
| 100以上  | {\displaystyle A}     | 完湿潤 |
| 80〜100  | {\displaystyle B_{4}} | 湿潤   |
| 60〜80   | {\displaystyle B_{3}} | 湿潤   |
| 40〜60   | {\displaystyle B_{2}} | 湿潤   |
| 20〜40   | {\displaystyle B_{1}} | 湿潤   |
| 0〜20    | {\displaystyle C_{2}} | 亜湿潤 |
| -20〜0   | {\displaystyle C_{1}} | 亜乾燥 |
| -40〜-20 | {\displaystyle D}     | 半乾燥 |
| -60〜-40 | {\displaystyle E}     | 乾燥   |

### 蒸発散位による区分
| n（mm）   | 記号表記               | 気候型   |
| --------- | ---------------------- | -------- |
| 1140〜    | {\displaystyle A'}     | 熱帯     |
| 997〜1140 | {\displaystyle B_{4}'} | 温帯     |
| 855〜997  | {\displaystyle B_{3}'} | 温帯     |
| 712〜855  | {\displaystyle B_{2}'} | 温帯     |
| 570〜712  | {\displaystyle B_{1}'} | 温帯     |
| 427〜570  | {\displaystyle C_{2}'} | 冷帯     |
| 285〜427  | {\displaystyle C_{1}'} | 冷帯     |
| 142〜285  | {\displaystyle D'}     | ツンドラ |
| 〜142     | {\displaystyle E'}     | 氷雪     |

### 湿潤係数・乾燥係数による区分
湿潤係数が正ならば湿潤係数で、湿潤係数が負ならば乾燥係数で表を照らし合わせる。
|          | 係数      | 記号表記              | 気候型                   |
| -------- | --------- | --------------------- | ------------------------ |
| 湿潤係数 | 0〜16.7   | {\displaystyle r}     | 水不足が小さいか、ない   |
| 湿潤係数 | 997〜1140 | {\displaystyle s}     | 夏に水不足が多少ある     |
| 湿潤係数 | 855〜997  | {\displaystyle w}     | 冬に水不足が多少ある     |
| 湿潤係数 | 712〜855  | {\displaystyle s_{2}} | 夏に水不足が大きい       |
| 湿潤係数 | 570〜712  | {\displaystyle w_{2}} | 冬に水不足が大きい       |
| 乾燥係数 | 0〜10     | {\displaystyle d}     | 水の過剰が小さいか、ない |
| 乾燥係数 | 10〜20    | {\displaystyle s}     | 冬に水不足が多少ある     |
| 乾燥係数 | 10〜20    | {\displaystyle w}     | 夏に水不足が多少ある     |
| 乾燥係数 | 20〜      | {\displaystyle s_{2}} | 冬に水不足が大きい       |
| 乾燥係数 | 20〜      | {\displaystyle w_{2}} | 夏に水不足が大きい       |

### 蒸発散位の夏3ヶ月間への集中度による区分
夏3ヶ月の蒸発散位をn'としてn'/n×100で集中度（%）が求まる。
| 集中度（%） | 記号表記               |
| ----------- | ---------------------- |
| 〜48.0      | {\displaystyle a'}     |
| 48.1〜51.9  | {\displaystyle b_{4}'} |
| 52.0〜56.3  | {\displaystyle b_{3}'} |
| 56.4〜61.6  | {\displaystyle b_{2}'} |
| 61.7〜68.0  | {\displaystyle b_{1}'} |
| 68.1〜76.3  | {\displaystyle c_{2}'} |
| 76.4〜88.0  | {\displaystyle c_{1}'} |
| 88.0〜      | {\displaystyle d'}     |